# آلبرتو استگمن
آلبرتو استگمن (انگلیسی: Alberto Stegman؛ زادهٔ ۱ فوریهٔ ۱۹۹۴) بازیکن فوتبال اهل آرژانتین است.
از باشگاه‌هایی که در آن بازی کرده‌است می‌توان به باشگاه فوتبال اتلتیکو تیگره اشاره کرد.